# Ipoh
Ipoh is een stad en gemeente (majlis bandaraya; city council) met circa 660.000 inwoners in de noordelijke staat Perak in Maleisië. 75% van de inwoners is van Chinese afkomst. Maar volgens Malaysian Electoral Commission ethnic composition was 82 procent van de bevolking in 2008 Chinees. De Chinezen die hier wonen zijn grotendeels van Kantonese of Hakkase afkomst. De belangrijkste voertaal is Standaardkantonees. De stad, bijgenaamd Stad van de miljonairs, is qua inwonertal de derde stad van het Aziatische land.
Ipoh is gelegen in de Kinta-vallei, en de hoofdstad van Perak was vroeger het centrum van de handel in tin, maar is vandaag de dag(2024) het commerciële en bestuurlijke centrum van Perak.
Bezienswaardigheden zijn onder meer het in 1917 gebouwde treinstation, door de lokale bevolking ook wel de Taj Mahal van Ipoh genoemd, de Masjid Negeri-moskee en The Birch Memorial Tower.
De luchthaven is Sultan Azlan Shah Airport.

## Geboren
- Michelle Yeoh (1962), Maleisisch-Chinese actrice

## Galerij

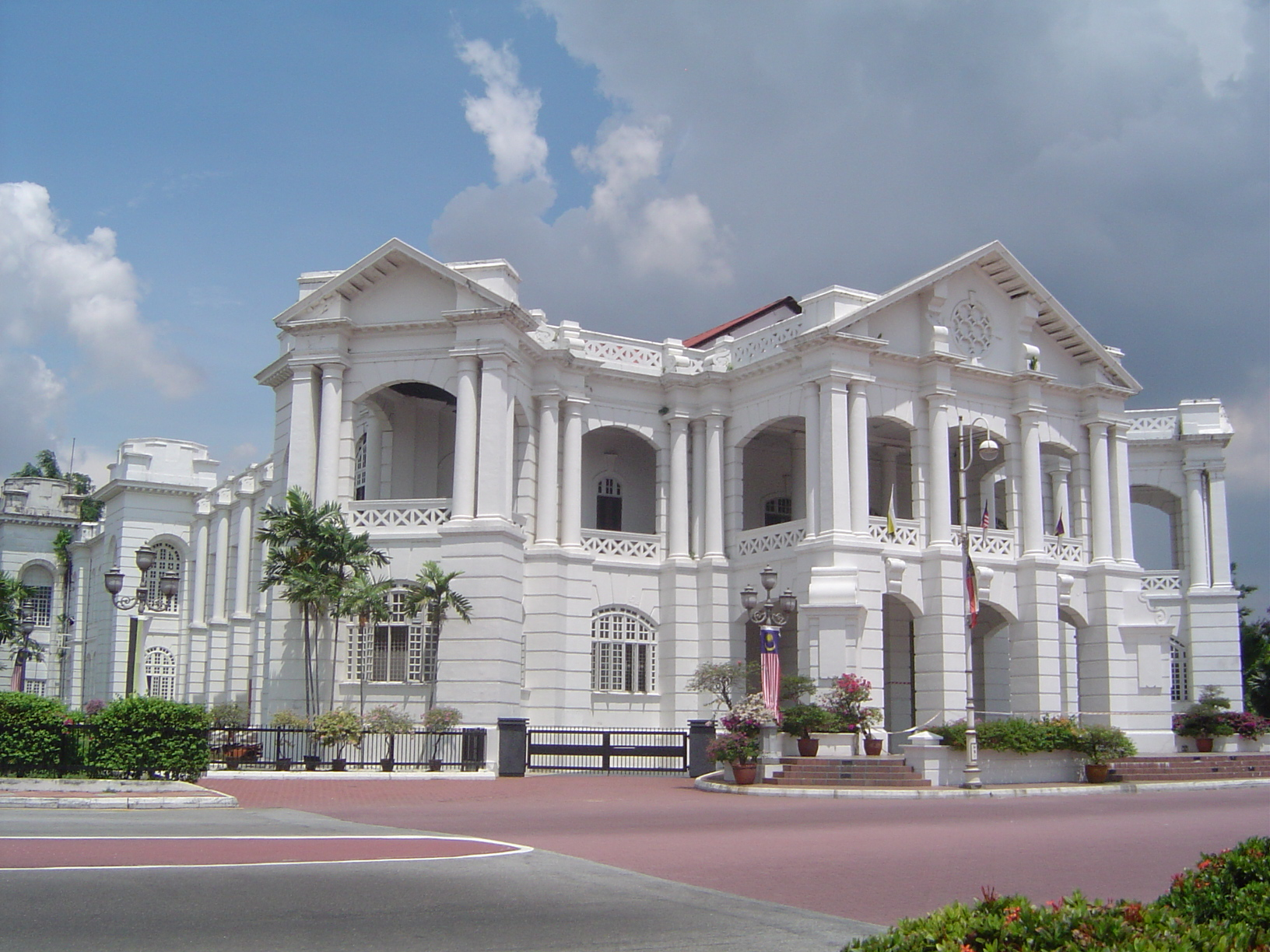
Gemeentehuis van Ipoh
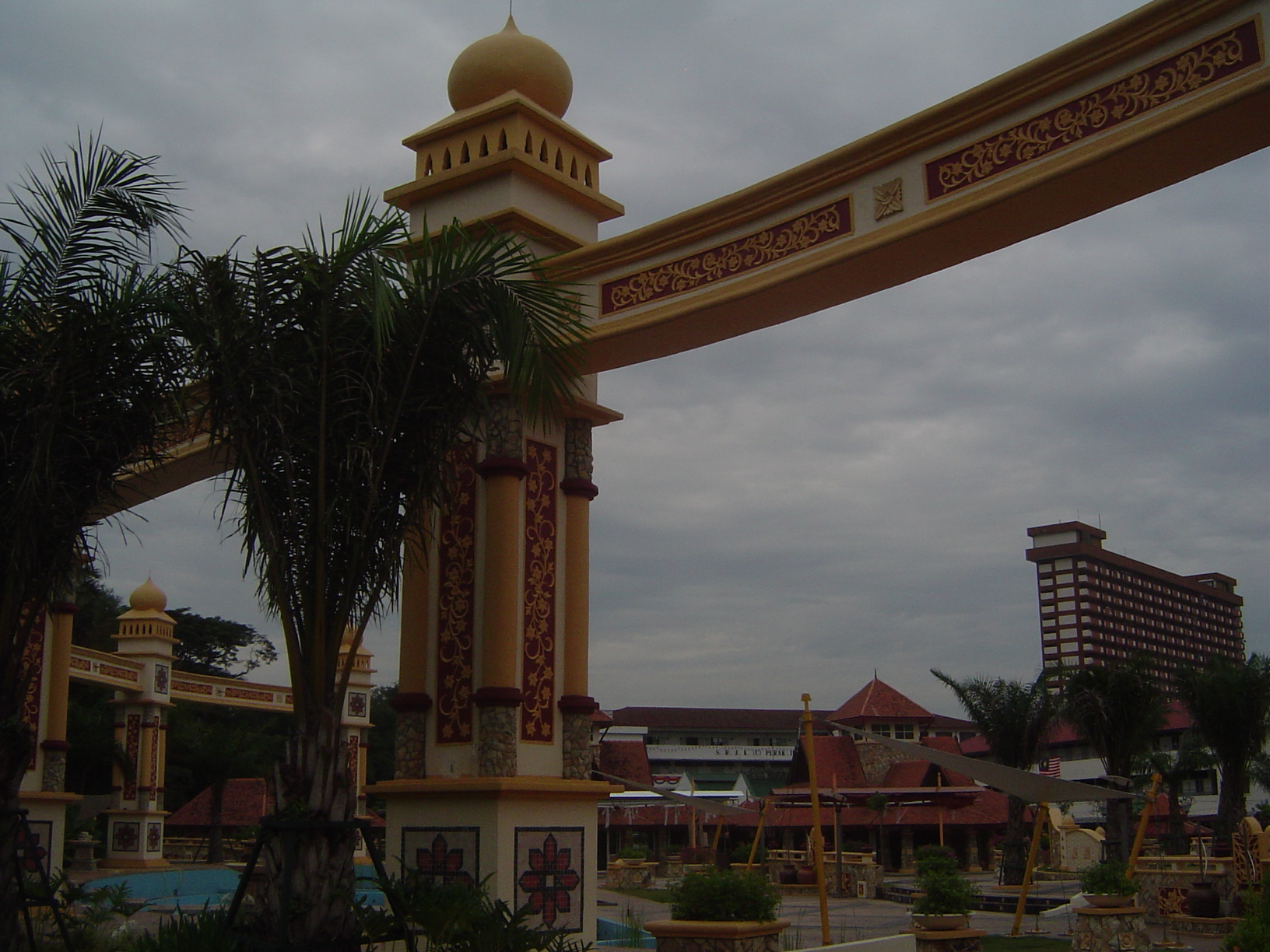